# Methodenstreit der Weimarer Staatsrechtslehre
Der Methodenstreit der Weimarer Staatsrechtslehre ist ein vor allem in den 1920er Jahren und insbesondere unter Staatsrechtlern der Weimarer Republik ausgetragener Methodenstreit.

## Ausgangslage
Aus der seinerzeit überschwänglichen Begeisterung nicht nur der Rechtswissenschaften für die im Vordringen befindlichen exakten Naturwissenschaften und den allgemeinen philosophischen Positivismus hatte sich im deutschen Sprachraum bis zum Ende des 19. Jahrhunderts in der Staatsrechtslehre der Rechtspositivismus bzw. die sog. juristische Methode nach dem Verständnis Paul Labands und Karl von Gerbers durchgesetzt: Das positive, also gesetzte Recht sollte nach diesem Verständnis von den Juristen ähnlich einer naturwissenschaftlichen Tatsache behandelt werden; formell rechtmäßig zustande gekommenes Recht wurde unabhängig von seinem Inhalt als gültig festgesetztes Dogma angesehen und folglich als taugliches Objekt geisteswissenschaftlicher Analyse in den Rechtswissenschaften behandelt.

## Der Methodenstreit
Diesen klassischen Rechtspositivismus hatten die österreichischen Staatsrechtslehrer der Wiener Schule, allen voran Hans Kelsen, bis in die 1920er Jahre sogar noch zuspitzend zur Reinen Rechtslehre weiterentwickelt – als Hauptwerk dieser Richtung gilt Kelsens gleichnamiges Werk aus dem Jahr 1934, in der er die in früheren Schriften nach und nach entwickelte Lehre systematisch ausführte. Kelsen strebte die wirkliche Reinheit der Rechtswissenschaft an, d. h. vor allem eine konsequente Realisierung der Postulate Labands und Gerbers. Diese hatten nach Kelsens Verständnis ihren eigenen Anspruch der reinen Rechtswissenschaft de facto nicht erfüllt, wie es sich etwa an Labands Stellungnahme im Preußischen Verfassungskonflikt gezeigt hatte.
In den 1920er Jahren begann jedoch die Kritik am Rechtspositivismus zu wachsen; neben Staatsrechtlern wie Heinrich Triepel oder Erich Kaufmann waren es vor allem die Protagonisten Carl Schmitt, Rudolf Smend und Hermann Heller, die sich – jeder auf seine Weise – vom Rechtspositivismus abwandten und vor allem Hans Kelsen kritisierten.

### Carl Schmitt
Schmitt, als dessen Hauptwerk die Verfassungslehre von 1928 gilt, setzte an die Stelle des staatsrechtlichen Positivismus die Dezision des (Entscheidungs-)Machthabenden als den Geltungsgrund allen Rechts wie überhaupt aller Ordnung. Dieser Dezisionismus wird besonders deutlich in seinem Werk Der Begriff des Politischen und ist prägend für Schmitts gesamtes damaliges Werk; erst später rückte er das „konkrete Ordnungs- und Gestaltungsdenken“ in den Mittelpunkt. (Über die drei Arten des rechtswissenschaftlichen Denkens, 1934)
Schmitts Stil wird zumeist als okkasional polarisierend bezeichnet. Dazu im Gegensatz steht die Lehre Smends.

### Rudolf Smend
Smend entwickelte seine Integrationslehre, die ganz im Gegensatz zu Schmitts Operieren mit trennscharfen Begriffskategorien als integrativ, konsensual und undogmatisch beschrieben werden kann. Als Hauptwerk gilt Smends Verfassung und Verfassungsrecht, das ebenfalls 1928 und im Verlag Duncker & Humblot, jedoch kurz nach Schmitts Verfassungslehre erschien.

### Hermann Heller
Heller selbst entwarf kein neues System, sondern ging eklektisch und synkretisch vor. Er erlag einem Herzleiden, bevor er sein Hauptwerk Staatslehre fertigstellen konnte. Es erschien posthum 1934.
Von diesen und weiteren Exponenten der Weimarer Staatsrechtslehre, namentlich Kelsen, Schmitt und Smend, wurde der Streit in für rechtswissenschaftliche Konventionen ungewöhnlich direkter Weise geführt. Zu einer Zuspitzung dürften namentlich Kelsens scharfer, polemisierender Stil einerseits sowie unsachliche, abwertende Gegenreaktionen, insbesondere aus dem rechtskonservativen Lager, andererseits beigetragen haben.

## Nachwirkung
In der Bundesrepublik Deutschland verlor der Rechtspositivismus und damit der Methodenstreit grundsätzlich an Aktualität. Ursächlich dafür waren die Naturrechtsrenaissance nach dem Zweiten Weltkrieg und die „Positivismus-Legende“, wonach Kelsen – tatsächlich im Gegensatz zu Schmitt und Smend offener Gegner des Nationalsozialismus – durch seine Auffassung, die Rechtswissenschaft dürfe das Recht nicht bewerten oder rechtfertigen, dem Nationalsozialismus Vorschub geleistet habe. Auch die Auswanderung Kelsens in die USA trug zu einem Bedeutungsverlust des Rechtspositivismus in Deutschland bei. Schmitt wiederum erhielt nach seiner Entlassung 1945 keine Professur mehr und strebte dies auch nicht an, sodass er nur indirekt Einfluss auf die staatsrechtliche Diskussion nehmen konnte. Zwar gab es anfangs noch die beiden Lager der Schmitt-Schule (ihr zuzurechnen sind etwa Ernst Rudolf Huber, Werner Weber, Ernst Forsthoff, Roman Schnur und Ernst-Wolfgang Böckenförde) und Smend-Schule (Gerhard Leibholz, Ulrich Scheuner, Konrad Hesse, Horst Ehmke, Peter Häberle), doch verlor auch diese Lagerbildung in den 1970er Jahren ihre grundsätzliche Bedeutung.
In etwa diese Zeit fällt auch der Beginn der Rezeption von Hellers Staatslehre in der Rechtswissenschaft, nachdem das Werk Hellers, der selbst keine Schule begründet hat, unter linken Juristen und in der Politikwissenschaft bereits seit längerem aufgenommen wurde.
In Österreich ist die Popularität Kelsens und seiner Reinen Rechtslehre nach wie vor ungebrochen. Aber auch in der deutschen Rechtswissenschaft ist in den letzten beiden Jahrzehnten eine Renaissance des Kelsenschen Rechtspositivismus zu beobachten, die von Juristen wie Horst Dreier, Oliver Lepsius und Matthias Jestaedt vorangetrieben wird.